# Antonio Cochran
Antonio Desez Cochran (Montezuma, 21 giugno 1976) è un ex giocatore di football americano statunitense che ha militato nel ruolo di defensive end nella National Football League (NFL).

## Carriera
Cochran fu scelto nel corso del primo giro del draft NFL 1999 dai Seattle Seahawks. Vi giocò per la maggior parte della carriera, con un massimo di 6,5 sack nel 2004. Nel 2005 chiuse la carriera disputando 3 partite con gli Arizona Cardinals.